# Хуастванифт
Хуастванифт (также Хуастуанифт, от др.-уйг.: Xuastvanift) — манихейский текст, написан на тюркском языке, содержит текст покаяния-молитвы, посредством чтения которого верующий-манихей исповедовался в различных грехах. Содержит важные сведения о жизни манихейских общин Востока. Большинство понятий упоминаемых в тексте находят подтверждение в других манихейских текстах, а также трудах христианских и мусульманских писателей. Хуастванифт был довольно распространён среди уйгурских манихеев и сохранился в значительном количестве рукописей и отрывков.

## Название
Название «Xuastvanift» сохранилось только в конце рукописи SI 3159. В уйгурский пришло из парфянского или согдийского языка, где пишется xw’stw’nyft [xuästvänïft] и означает «исповедание» или «покаяние».

## Рукописи
Произведение пользовалось определённой популярностью в Восточном Туркестане, благодаря чему сохранилось не менее чем в 24 рукописях.
- Рукопись из собрания СПб ИВР РАН с шифром SI D1 (SI 3159), 160 строк. Начало текста отсутствует. Написана старо-уйгурским шрифтом с особенностями графики X—XI века. Привезена из Турфана российским консулом А. В. Дьяковым в числе других рукописей. Представляет собой бумажный свиток 255х30,5 см, склеенный из листов длиной 46 см. Бумага тонкая, белая, шлифованная. Письмо классическое книжное, более вероятна дата XI век. В конце красной тушью выведено имя переписчика: Бютюрмиш Тархан и название рукописи — Хуастванифт
- Рукопись из Собрания Британской библиотеки с шифром Or. 8212/178. Горизонтальный свиток шириной 10,2 и длиной 447 см.
- Рукопись Берлинско-Браденбургской академии наук в, шифр T II D 178. Кодекс. Недостаёт самого начала. В конце имя переписчика: Raymast F(ä)rzend, судя по имени иранца.

### Публикации
В Российской империи, СССР и Российской Федерации.
- Первая публикация осуществлена В. В. Радловым в 1909 году в Санкт-Петербурге под заглавием: «Сhuastuanit, das Bussgebet der Manichäer» в серии «Buchdruckerei der kaiserlichen Akademie der Wissenschaften». Был издан текст, набранный уйгурским шрифтом на основе Петербургской рукописи, полный перевод памятника на немецкий язык, факсимиле строк 144—160.
- Вторая публикация С. Е. Малов в 1951 году в издании: «Памятники древнетюркской письменности». 32-160 строки воспроизведены наборным шрифтом, приведена латинская транскрипция, русский перевод и примечания.
- Третья публикация Людмила Васильевна Дмитриевна в 1963 году в сборнике «Тюркологические исследования» на страницах 214—232 под заглавием: Хуастуанифт (Введение, текст, перевод). Приведён сводный анализ текста по трём памятникам.
- Четвёртая публикация, перевод Л. Ю. Тугушева с комментарием А. Л. Хосроева в 2008 году. Подготовлена к 100-летию со времени 1-й публикации.

В других странах:
- Публикация J. P. Asmussen в 1965 году под заглавием " Xuastvanift «. Studies in Manichaeism» в издательстве «Copenhagen Prostant apud Munksgaard». Сделана с привлечением большого числа рукописей и исследовательской литературы.

## Язык
Написан на тюркском языке уйгурским письмом. Язык характеризуется ясностью и чистотой. В нём мало специальной манихейской терминологии, синтаксические конструкции просты, так что текст мог понять любой грамотный человек. Возможно неизвестный автор (или переводчик) произведения был хорошо знаком с буддийскими текстами со сходным содержанием и структурой, которые читались верующими вслух во время специальных церемоний, что приводило к избавлению от грехов. Встречаются и ираноязычные конструкции, например, «manastar hïrz-a» — «отпусти мой грех», которые завершают каждый раздел.

## Содержание
Текст состоит из 15 разделов и завершения. Каждый раздел представляет собой обращение к Богу с формальной исповедью, просьбой отпустить конкретный грех.
Первый раздел повествует о космогонической битве сил света во главе с Хормузтой и пяти других божеств (эфир, ветер, свет, вода, огонь), его сыновей, против Шимну (Ахриман). Смешение света и тьмы привело к забвению людьми разделения света и тьмы и распространению веры в то, что Бог даёт и жизнь и смерть или, что Хормузта и Шимну братья, что неверно. Это первый исповедуемый грех.
Второй грех — это хула на Солнце и Луну, «Два Светлых дворца». Светила считались в манихействе чистыми, божественными, вечными, движущимися по воли Бога, состоящими из чистой души. Души праведников переходят, после смерти тела, на Луну, которая есть «малый корабль» и оттуда на Солнце — «Большой корабль», откуда возвращаются в нематериальное Царство Света. Считать светила частью материального мира или просто явлениями природы, не имеющими воли — есть второй грех, который исповедуют.
Третий грех — это причинение вреда пяти божествам в виде вреда любым живым существам, сухой и сырой земле, траве и деревьям. Манихеи знали две пятёрки богов. Первая пятёрка это сыновья Первого человека: Эфир, ветер, свет, вода и огонь. Вторая пятёрка — это пять сыновей Святого духа, который был послан Богом для спасения частиц света из царства тьмы. В результате устроительной деятельности Святого дух был образован материальный мир: «восемь земель и десять небес», Пять сынов Святого духа следующие: Светодержец, Великий Царь Чести, Адамант Света, Царь Славы, Омофор. Они поддерживают мир от распада. Из текста неясно различает ли автор текста эти две пятёрки богов.
Четвёртый грех против бурханов. Этим словом уйгуры-буддисты называли Будд, а манихеи — глав манихейской церкви. Отдельно выделен грех против «Избранных» — иерархов церкви, соблюдавших специальные обеты. Грех заключался в неверии, непризнании, противоречии, сдерживании их проповеди.
Пятый грех против живых существ (отдельно от третьего греха против богов). Сюда включены: двуногие люди, четырёхногие, летающие, водные, ползающие на брюхе. За их гибель, страх и боязнь, битьё и бичевание, мучение и боль, манихей просит себе прощение.
Шестой грех в человеческом общении. Сюда относится: распространение лжи, ложная клятва, лжесвидетельство, преследование невиновного, распространение сплетен, злословие, колдовство, хитрость, обман, заблуждение, ошибки и вообще все дела, неугодные божествам.
Седьмой грех заключался в следовании ложным учениям и поклонение нечистым силам, человеческие и животные жертвоприношения.
Восьмой грех есть отступление от качеств преданного манихея: любви — знака бога Зервана, веры — знака Солнца и Луны, страха — знака пяти божеств, мудрости — знака бурханов. Отступление от этих добродетелей — знаков божеств исповедовалось.
Девятый грех есть нарушение 10 заповедей, которые брали на себя обычные манихеи — слушатели (уйг. niγošak, калька с греческого катехумены и сред.-перс. nywš'g’n). Текст заповедей не сохранился ни в одном известном на настоящий момент манихейском тексте, но ан-Надим приводит следующий список: 1. отказ от идолопоклонства, 2. отказ от лжи, 3. нестяжательство, 4. отказ от убийства, 5. отказ от прелюбодейства, 6. отказ от воровства, 7. отказ от обмана, 8. не учить и не обучаться магии, 9. не иметь двух мнений, 10. не ленься в работе.
Десятый грех связан с манихейской молитвой. Мани предписал четыре раза в день молится Богу. Грехом является забвение молитвы, отвлечение в мыслях, иные изъяны молитвы.
Одиннадцатый грех связан со скупостью пожертвований манихейской церкви. Описывается, что верующие манихеи проникаются «светом» пяти божеств и богов Хрёштаг и Падвахтаг. Скупость в пожертвовании приравнивалась к краже света манихейского учения.
Двенадцатый грех есть нарушение постов, названных в тексте vusanti, которых было 50 дней в году для манихея-слушателя.
Тринадцатый грех связан с нарушением участия в манихейской исповеди, которая проводилась в общине каждый понедельник. Судя по другим источникам, священник-манихей читал текст исповеди, а миряне хором отвечали ему.
Четырнадцатый грех был связан с нарушением участия манихей в праздниках «yemki» в честь семи глав манихейской церкви и главного манихейского праздника čaydanta или по-гречески «Бема». Это был праздник в память казни мани, отмечался в марте. Та была совместная трапеза общины и коллективная исповедь в грехах за год.
Пятнадцатый грех заключался в совершении иных поступков делом, словом или мыслью угодным демонам. Греховные поступки вели к тому, что «свет» манихейского учения утекал от верующего к нечистой силе. Этот грех исповедовался.
В строках 143—160 снова кратко перечисляются грехи и содержится мольба о прощении.